# غربان (دهستان)
 غربان  (در عربی:  الغُربان )
دهستانی است در عزلهٔ (ذوریدان)، در ناحیهٔ (حاشد) وبنو الغربان، وبنو مغل، از توابع استان عَدَن، در کشور یمن در شبه جزیره عربستان. 

## جمعیت
جمعیت این دهستان در حدود (۱۶۶۶۶ ) نفر و (۲۱ خانوار) می‌باشد.

## روستاها
روستاهای توابع این دهستان عبارتند از:
- روستاها: غُرَق، عیقرة، الغُریق، العَین، عَیَنات، بَنو غَطیف، العُیون، غُلاس، حِصن الغُراب، غَلافقَة، غَرایق، بَنو الغُلیس، غرار، غَنَم، الغِراس، العَوْر، اَلعَزْ، الغُولة، غَزازة، الغَربی، الغَزوانة، الغُرزَة، بَنو الغزّی، الغُرَس، بَنو غَسان، بیت الغشم